# İstanbul'un Fethi
Pour plus de détails, voir Fiche technique et Distribution.
İstanbul'un Fethi (littéralement : « La Conquête de Constantinople ») est un film turc réalisé par Aydın Arakon (tr) en 1951.

## Synopsis
En 1453, les Ottomans prennent Constantinople...

## Fiche technique
- Titre original : İstanbul'un Fethi
- Pays d'origine :  Turquie
- Année : 1951
- Réalisation : Aydın Arakon (tr)
- Scénario : Aydin Arakon
- Photographie : İlhan Arakon (tr)
- Musique : Nedim Otyam (tr)
- Société de production : Atlas Film
- Société de distribution : Arthur Davis Distributing Company
- Langue : turc
- Format : Noir et blanc – 1,37:1 – 35 mm – Mono
- Genre : Aventure – Drame historique
- Durée : 95 minutes
- Dates de sortie :
  -  Turquie : 1951
  -  États-Unis : 12 avril 1954
- Autres titres connus :
  -  États-Unis : The Conquest of Constantinople
  -  États-Unis : The Conquest of Istanbul (titre international)

## Distribution
- Sami Ayanoğlu (tr) : Fatih Sultan Mehmed
- Reşit Gürzap (tr) : Çandarlı Halil Paşa
- Cahit Irgat (en) : İmparator Konstantin
- Turan Seyfioğlu : Ulubatlı Hasan (en)
- Vedat Örfi Bengü (tr) : Notaras Lukas
- Ercüment Behzat Lav (tr) : Bizans Elçisi
- Nubar Terziyan (en) : Kostanzo
- Nazım Akbulut : Zindancı
- Atıf Avcı : Yuvanis
- Neşet Berküren : Zağnos Paşa
- Türkan Can : Antonino
- Kemal Ergüvenç : Jüstinyani
- Vedat Karaokçu : Şair Ahmet Paşa
- Müfit Kiper : Sarıca Paşa
- Filiz Tekin : Fatma
- Kemal Tözem : Aduni Mahmut Paşa
- Eşref Vural : Mustafa
- Refik Yalçın : Mühendis Müslihiddin
- Sadi Yaşmaklı : Molla Gürani
- Yetvart Yeretzyan : Rahip Orifas
- Burhanettin Üskan : Urben
- Cem Salur : Hızır Bey
- A. Elmas : İzhak Paşa